# I Get Around
«I Get Around» es una canción escrita por Brian Wilson y Mike Love para el grupo The Beach Boys. Fue su primer sencillo número uno.

## Composición
En noviembre de 1969, el padre Murry Wilson, vendió los derechos de autor de las canciones de la editorial Sea of Tunes a Irving Almo por aproximadamente 700.000 dólares. Muchos años más tarde en abril de 1992, justo después de que Brian Wilson había ganado un juicio, y que recuperara muchos de los derechos de autor de sus canciones, Mike Love presentó una demanda contra Brian Wilson con la cual reclamaba que no lo habían acreditado, y por lo tanto no había recibido regalías, en unas treinta de las canciones de la banda. Una de estas canciones era "I Get Around". Originalmente solo se acreditó a Brian Wilson, pero Mike insistió en que él le dio una mano en la escritura de la canción. En una entrevista en Goldmine, publicada el 18 de septiembre de 1992, Mike Love insistió en que él había escrito la parte que dice: "came up with 'round round get around'". Love ganó el juicio, por lo tanto ahora en más en los créditos aparece él con Wilson en todas las canciones donde había demandado que había contribuido en la escritura.

## Grabación
Por lo que los investigadores pueden recolectar la parte instrumental fue grabada el 2 de abril de 1964. Durante la sesión de grabación, Brian Wilson despidió a su padre Murry Wilson, como mánager de The Beach Boys. La parte instrumental apareció en el box set Good Vibrations: Thirty Years of The Beach Boys, en el quinto disco.
La voz fue grabada durante una sesión ocho días más tarde el 10 de abril, contó con Mike Love y Brian Wilson en la voz principal, y Carl Wilson, Dennis Wilson y Alan Jardine en coros.

## Sencillo
"I Get Around" fue editado en un sencillo en 1964 y distribuido por Capitol Records. El lado B del sencillo era "Don't Worry Baby", editado por separado alcanzó el puesto n.º 24 en los Estados Unidos. "I Get Around" fue el primer corte en llegar al número uno en los Estados Unidos. El sencillo también alcanzó el n.º 7 en el Reino Unido. Este corte significó fue el avance de The Beach Boys en el Reino Unido, alcanzando el puesto n.º 7 en un gráfico que durante meses sólo había visto bandas británicas. Fue empujado efusivamente por Mick Jagger en la televisión británica Juke Box Jury y personalmente distribuyó copias del sencillo a las estaciones de radio piratas en alta mar. También fue n.º 1 en Canadá y Nueva Zelanda.
Según lo indicado por Songfacts, Billboard y Cash Box, "I Get Around"/"Don't Worry Baby" el quinto sencillo más vendido de 1964, con cerca de 2 millones de unidades en los Estados Unidos. Songfacts afirma este es uno de los mejores sencillos, junto a "Penny Lane"/"Strawberry Fields Forever" por The Beatles y "Don't Be Cruel"/"Hound Dog" por Elvis Presley.

## Publicación
La canción primero apareció All Summer Long de 1964, en el año siguiente la banda registró de nuevo la canción como una mezcla de "Little Deuce Coupe" en Beach Boys' Party! de 1965, la mezcla de esta, era una parodia de la grabación original, la versión original apareció en varias compilaciones, como en Best of The Beach Boys Vol. 2 de 1967, la versión original también esta en Endless Summer de 1974, en 20 Golden Greats de 1976, en Made in U.S.A. de 1986, la misma versión fue puesta en el álbum de estudio Still Cruisin' de 1989, en Summer Dreams de 1990, en el exitoso box set Good Vibrations: Thirty Years of The Beach Boys 1993, en el álbum de estudio Stars and Stripes Vol. 1 de 1996 se registró de nuevo la canción con Sawyer Brown como invitado en la canción, en una compilación de 1999 The Greatest Hits - Volume 1: 20 Good Vibrations, también aparece en el compilado Good Morning Vietnam: A Soundtrack to the '60s de 1998 con todas las canciones de la película, en The Very Best of The Beach Boys de 2001, en la selección de clásicos por Brian Wilson Classics selected by Brian Wilson de 2002, en el exitoso compilado Sounds of Summer: The Very Best of The Beach Boys de 2003, en Platinum Collection: Sounds of Summer Edition de 2005 y en el box que junta todos los sencillos del grupo U.S. Singles Collection: The Capitol Years, 1962-1965 de 2008.

### En vivo
"I Get Around" con "When I Grow Up (To Be a Man)" fueron interpretadas en su primera aparición en televisión británica, en el Britain on Ready Steady Go! de 1964, varias interpretaciones en vivo de la canción oficialmente han sido publicadas en varios álbumes de compilación de The Beach Boys. Primero fue publicado en el primer álbum en vivo del grupo Beach Boys Concert de 1964, existe un concierto que se filmó en el Estadio Anaheim el 3 de julio de 1976, la parte de la canción fue producido por Lorne Michaels para un programa especial de televisión sobre The Beach Boys, especial que primero salió en los Estados Unidos en agosto de 1976. Más tarde se publicó el vídeo en el DVD Good Vibrations Tour, una interpretación en vivo fue registrada en 1980, aunque no publicada hasta 2002 en Good Timin': Live at Knebworth England 1980, otra grabación en vivo de la canción de un concierto de 1989 fue lanzada en el álbum Songs from Here & Back de 2006.